# Ahn Byeong-Keun
Ahn Byeong-Keun (en coreano: 안병근; 23 de febrero de 1962) es un deportista surcoreano que compitió en judo.
Participó en dos Juegos Olímpicos de Verano en los años 1984 y 1988, obteniendo una medalla de oro en la edición de Los Ángeles 1984 en la categoría de –71 kg. En los Juegos Asiáticos de 1986 consiguió una medalla de oro.
Ganó una medalla de oro en el Campeonato Mundial de Judo de 1985.

## Palmarés internacional
| Juegos Olímpicos   | Juegos Olímpicos             | Juegos Olímpicos | Juegos Olímpicos |
| Año                | Lugar                        | Medalla          | Categoría        |
| ------------------ | ---------------------------- | ---------------- | ---------------- |
| 1984               | Los Ángeles (Estados Unidos) | Medalla de oro   | –71 kg           |
| Campeonato Mundial |                              |                  |                  |
| Año                | Lugar                        | Medalla          | Categoría        |
| 1985               | Seúl (Corea del Sur)         | Medalla de oro   | –71 kg           |
| Juegos Asiáticos   |                              |                  |                  |
| Año                | Lugar                        | Medalla          | Categoría        |
| 1986               | Seúl (Corea del Sur)         | Medalla de oro   | –71 kg           |